# Hexatoma brevioricornis
Hexatoma brevioricornis är en tvåvingeart som beskrevs av Alexander 1941. Hexatoma brevioricornis ingår i släktet Hexatoma och familjen småharkrankar. Inga underarter finns listade i Catalogue of Life.